# AOL Sessions Undercover (The Red Jumpsuit Apparatus)
AOL Sessions Undercover è il secondo EP dei Red Jumpsuit Apparatus. Le canzoni contenute sono tutte suonate acusticamente e dal vivo.

## Tracce
1. Outside (Staind Cover) (Live) – 4:29
2. Face Down (Live) – 3:01
3. Your Guardian Angel (Live) – 3:38